# Sakesphorus
Sakesphorus – rodzaj ptaków z rodziny chronkowatych (Thamnophilidae).

## Występowanie
Rodzaj obejmuje gatunki występujące w Ameryce Południowej.

## Morfologia
Długość ciała 14–17 cm, masa ciała 22–33 g.

## Systematyka

### Nazewnictwo
Nazwa rodzajowa pochodzi od greckiego słowa σακεσφορος sakesphorus – „noszący tarczę” (σακος sakos – „tarcza” oraz φερω pherō – „nieść”).

### Podział systematyczny
Do rodzaju należą następujące gatunki:
- Sakesphorus canadensis (Linnaeus, 1766) – mrowiec czarnoczuby
- Sakesphorus luctuosus (M.H.C. Lichtenstein, 1823) – mrowiec żałobny

Zaliczany do tego rodzaju tarczomrowiec został wydzielony do osobnego rodzaju Sakesphoroides. Autorzy Handbook of the Birds of the World do rodzaju Sakesphorus włączali także 3 gatunki umieszczane obecnie w rodzaju Thamnophilus: chronkę obrożną (T. bernardi), czarnogłową (T. melanonotus) i białosterną (T. melanothorax).